# Beny Jr
Beny Jr  (Beni Ahamed Garbía, Chauen, Marruecos; 12 de agosto de 1998) conocido únicamente por su nombre artístico es un rapero melódico compositor hispano-marroquí.
Beny empezó su carrera el año 2019, sin embargo, su reconocimiento nacional empezó cuando lanzó su primer álbum de estudio titulado Trap and Love en 2020, y posteriormente, también su segundo álbum titulado 3O. En 2021 colaboró con El Guincho en el disco Samurái, e hizo otra colaboración con Steve Lean en el disco 50/50;  a finales de ese año lanzó otro álbum titulado El Precio del Dinero, que incluía doce sencillos.
En 2022 su popularidad aumentó a nivel mundial después de lanzar el álbum extended play K y B: Capítulo 1, junto a su fiel amigo Morad. En 2023, Beny Jr publicó un álbum de videos titulado :(, y el álbum La soledad aburre pero no traiciona. Al año siguiente lanzó los discos Anti Social Cool Kid, Hopefully im doing well, Champions Street League. En 2025, inició su año musical publicando su octavo proyecto amusical: LowFlyer (Deluxe Edition).

## Biografía
Beny Jr nació en Beni Ahamed Garbía, en la provincia de Chauen, Marruecos, el 12 de agosto de 1998. Posteriormente se mudó al municipio de Hospitalet de Llobregat en Barcelona, España. Abandonó el colegio en 2° de bachillerato tras problemas con las autoridades, y su madre decidió que era mejor para él y sus hermanos el traslado a Londres, Inglaterra para una vida mejor. Allí cayó preso y cuando salió en libertad volvió a España, donde volvería a caer preso por un tiempo más prolongado.

## Carrera musical

### Inicios
En 2019 se incursionó en el mundo de la música influenciado por sus amigos del barrio La Florida: Morad, Lfar, Sufián, el Cata, entre otros, sin embargo, al poco tiempo, Beny Jr fue detenido y apresado, pero cuando salió se dedicó de lleno a grabar canciones y proyectos musicales.

«Con un amigo que se llama Beny, que también canta, un día le dio a él por cantar y me empecé a reír de él». «No quieres cantar tú pues me pongo a cantar yo» le respondió Beny Jr. Y sin saber todo lo que le venía encima Morad le dijo: «Yo te ayudo y si triunfas pues yo soy el amigo del cantante».
Morad  para LaSexta 

El primer sencillo lanzado en su canal de YouTube ese año, fue «Muévelo Así» a mediados del año 2019, sin embargo, no fue el primero de su carrera ya que también lanzó «FreePeke», «Maleante», la aparición en el álbum «M.D.L.R» con Morad en la canción «Si o No», entre otros.

### 2020-21: Trap and Love, 30, Samurái y reconocimiento
El 23 de julio de 2020 lanzó su primer álbum de estudio titulado Trap and Love. El álbum contó con 11 sencillos y colaboraciones de los artistas Morad y Taylor James, el proyecto vino acompañado del videoclip del sencillo «Mariachi» dirigido por Puig Films y producido por SHB. En marzo de ese año también lanzó uno de sus éxitos, «Kawasaki», el cual superó las 100 mil reproducciones en YouTube en sus primeras horas. El 30 de diciembre de ese mismo año lanzó su primer extended play, 3O, el cual contó con 11 sencillos y una única colaboración con Morad, los videoclips del álbum fueron dirigidos por Iván Salvador, estos fueron extraídos de los sencillos «No miento», «Fvrdxs» y «Bobby».
El 25 de junio de 2021, se unió al productor El Guincho para lanzar su segundo EP titulado Samurái. El proyecto fue muy bien recibido por los fanáticos, logrando ser posicionado como el álbum más reproducido de Beny con éxitos como «Color Caramelo», «DVD Thing», entre otros. Allí también lanzó «Maldito», sencillo en el que cuenta sus experiencias de vida como cuando cayó preso, traiciones de amigos y también explica que se tapa la cara y no da entrevistas porque no le gusta la fama y ya no puede modificarlo. También incluyó el sencillo «Combo La L», éxito que estuvo 30 semanas seguidas en el top 10 de sencillos más escuchados de España. El 1 de noviembre, lanzó su segundo álbum en el año: 50/50, junto al productor uruguayo Steve Lean. El 24 de noviembre, Beny, colaboró con el puertorriqueño Eladio Carrión en el sencillo «REDBULL» que se posicionó con 9 millones de reproducciones a lo largo de un año en YouTube. También se posicionó en el puesto 86 de los sencillos más escuchados.Beny cerró el año el 30 de diciembre lanzando su segundo álbum de estudio titulado El Precio del Dinero, el cual contó con 11 sencillos y el video promocional titulado «Soso».

### 2022:K y B. Capitulo 1y colaboraciones éxitosas
En marzo de 2021, colaboró en el remix del sencillo «Flow 2000» de la artista española Bad Gyal, sencillo que rápidamente se convirtió en tendencia número 1 en España y países de Latinoamérica. El videoclip fue grabado en las afueras de Barcelona y producido por Belledenuit. En ese mes también formó parte del sencillo «Eurovision» del rapero inglés Central Cee.
El 31 de ese mismo mes, lanzó su segundo extended play, titulado K y B. Capítulo 1 junto a Morad, el cual contó con ocho sencillos acompañados de visualizers. El álbum fue un éxito rotundo con sencillos como «Sigue», «Que dirá?», «Cómo es?», «Vuelve», entre otros. Los sencillos del álbum se mantuvieron en las listas hasta fines de 2022. A mediados de ese año también hizo shows multitudinarios en diferentes provincias de España, como Galicia, Alicante, Tenerife, entre otras. El 29 de diciembre de ese año, lanzó «Observador». El cual se ubicó rápidamente en el podio de las listas de reproducción españolas. A fines de 2022 también se posicionó en el top 10 de artistas más escuchados de España en Spotify.

### 2023:La soledad aburre pero no traiciona
El 30 de enero de 2023 estrenó el sencillo «BMO033», en el que utilizó un género estilo de EDM sin drop. En su primera semana de estreno el tema estuvo en el top 10 de los más escuchados de España. El 14 de febrero lanzó dos sencillos en conjunto, «Tan Mal» y «Solitario» producidos por Steve Lean y con videoclips grabados en Francia, estos tres formaron parte de su primer álbum de videos titulado :(. El 21 de marzo de ese mismo año lanzó la canción «LF BABYS», producido por SHB & Young Wolf, dirigido por Iván Salvador y también colaboró junto al rapero 2001 en el sencillo «A diario», parte del EP del mismo. En junio formó parte de la colaboración titulada «DUBAI» del rapero argentino Trueno. El 31 de julio sacó «Efecto Mariposa» una canción de drill en la que explica sus vivencias en el barrio.
El 30 de diciembre de 2023, lanzó su cuarto álbum de estudio titulado La soledad aburre pero no traiciona. El proyecto cuenta con producciones de Steve Lean, SHB, Capo, entre otros. Los sencillos son trece y no tiene colaboraciones con ningún artista, mientras que los sencillos «Opp Boy», «Pirata Africano» y «LF & CO» tienen videoclip. En las dos primeras semanas de su publicación el álbum se posicionó en las primeras tendencias de España.

### 2024-act.:Anti Social Cool Kid,Hopefully im doing well,Champions Street LeagueyLowFlyer

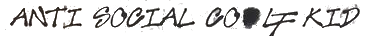
Portada de Anti Social Cool Kid

En febrero de 2024, saco un nuevo álbum llamado Anti Social Cool Kid el cual se destacó en su primera semana de lanzamiento, en el se encuentran canciones como: «Luna llena», «Dime si tú me quieres ver - Part 2», «TrankiBoy», entre otros. En marzo, apareció en la famosa canción de Morad llamada «Lo que tiene» con compañía de Rvfv. 
El 26 de agosto, lanzó otro álbum bajo el nombre Hopefully im doing well, en el que ella presenta 4 canciones grabadas en un videoclip: «Top Cheff»; «Mr.Gazawi»; «EspanInglish» y «FentaVoice». El álbum se posicionó en el top 10 en las listas de España, precisamente en el top 5, por detrás de los álbumes de Saiko, Karol G, Myke Towers y Sabrina Carpenter. El 30 de diciembre de ese mismo año lanzó su noveno disco de estudio titulado Champions Street League que contó con 18 sencillos y las colaboraciones de Kmba, Kowiro, Julianno Sosa, Victor Rutty, El Ougyy, Delarue, 1MMK.
El 30 de enero de 2025, a tan solo un mes de la publicación de su último álbum, el rapero publicó LowFlyer (Deluxe Edition) un disco de 14 sencillos en solitario que dura más de 40 minutos en total, allí reversionó exitos como «Estación Espacial» o «Aruba Bay», y también se centró en géneros como el dancehall y el reggaetón.

## Estilo y composición
El estilo musical de Beny se posicionó primeramente en el trap, posteriormente se incursionó en el drill, y más tarde reguetón con un estilo afrotrap, transmitiendo un sonido diferente inculcando la mezcla de cultura África-española y el hip hop marroquí. 
Sus letras hablan primeramente de las experiencias vividas en su infancia y adolescencia, junto a sus problemas con las autoridades, mal de amores vividos por terceros (ya que él aclara que nunca se enamoró) y sentimientos que tiene en el momento. En sus temas como «Thor», «Lograr», «B y la J», «Para mí», entre otros, nunca falta la mención a sus amigos que se encuentran en prisión como los nombrados Lfar, El Cata, Sufian o Mustafa.

## Vida personal
El artista no reveló ningún dato íntimo acerca de su vida personal, sin embargo, se manifiesta públicamente a favor del Estado de Palestina, precisamente frente al conflicto israelí-palestino. Incluso, en su visita a Chile para realizar shows, el club Club Deportivo Palestino le hizo un reconocimiento y el artista visitó el predio deportivo.

## Discografía
| - 2020: Trap and Love - 2020: 3O - 2021: El precio del dinero - 2023: La soledad aburre pero no traiciona - 2024: Anti social cool kid - 2024: Hopefully im doing well - 2024: Champions Street League - 2025: LowFlyer (Deluxe Edition) - 2021: Samurái (con El Guincho) - 2021: 50/50 (con Steve Lean) | - 2022: Capítulo 1 (con Morad) |